# Brian Heffel
Brian Robert Heffel (ur. 17 maja 1944, zm. 11 stycznia 2013 w Edmonton) – kanadyjski zapaśnik walczący w obu stylach. Olimpijczyk z Meksyku 1968, gdzie zajął dwunaste miejsce w stylu wolnym i dziewiętnaste miejsce w stylu klasycznym. Walczył w wadze półśredniej.

## Letnie Igrzyska Olimpijskie 1968
| Konkurencja      | Rundy eliminacyjne     | Rundy eliminacyjne         | Rundy eliminacyjne     | Klas. końcowa |
| Konkurencja      | Przeciwnik I           | Przeciwnik II              | Przeciwnik III         | Miejsce       |
| ---------------- | ---------------------- | -------------------------- | ---------------------- | ------------- |
| 78 kg styl wolny | Wesley O’Brien (AUS) Z | Jurij Szachmuradow (URS) P | Tömörijn Artag (MGL) P | 12.           |

| Konkurencja          | Rundy eliminacyjne | Rundy eliminacyjne   | Klas. końcowa |
| Konkurencja          | Przeciwnik I       | Przeciwnik II        | Miejsce       |
| -------------------- | ------------------ | -------------------- | ------------- |
| 78 kg styl klasyczny | Ion Țăranu (ROU) P | Metodi Zarew (BGR) P | 19.           |